# Sisyrinchium scariosum
Sisyrinchium scariosum är en irisväxtart som beskrevs av Ivan Murray Johnston. Sisyrinchium scariosum ingår i släktet gräsliljor, och familjen irisväxter. Inga underarter finns listade i Catalogue of Life.